# Луговик дернистый
Луговик дернистый, или Щучка дернистая, или Щучник дернистый, или щучка (лат. Deschampsia cespitosa) — типовой вид многолетних травянистых растений рода Луговик семейства Злаки, или Мятликовые (Poaceae), образующий кочки или плотные дернины. Многочисленные сорта используются в качестве декоративных садовых растений.

## Название
Русское родовое название Щучка, или Щучник происходит от названия рыбы «щука»; в зарослях этого растения часто водятся щуки.
Синонимичное родовое название Луговик происходит от слова «луг»; по местообитанию.
Научное название лат. Deschampsia было дано этому роду злаков французским натуралистом Амбруазом Беавуа в честь Луи-Огюста Дешама (Louis Auguste Deschamps, 1765–1842), который в конце XVIII века в качестве хирурга и натуралиста принял участие в экспедиции, снаряжённой французским правительством на поиски Жана-Франсуа де Лаперуза.
Видовой эпитет дернистый — перевод лат. cespitosa, от лат. caespes – дернина; указывает на густодернистость растения.

## Ботаническое описание
Стебли 30–100 (120) см высотой, вместе с многочисленными прикорневыми листьями образуют плотную густую дерновину, часто формируют кочки.
Корневая система довольно глубокая — до 70–80 см на лугах и поймах (в болотистых местах до 20 см).

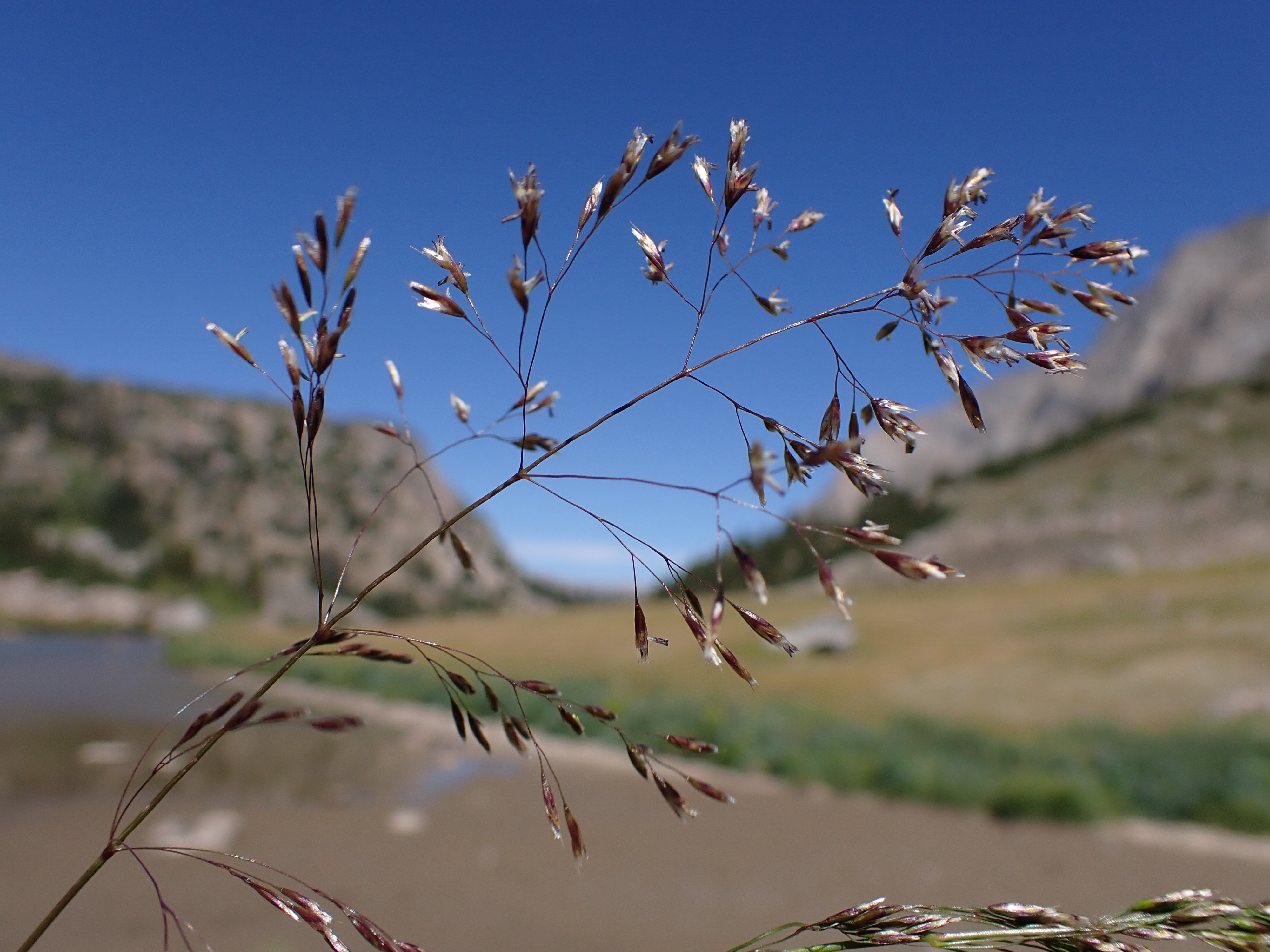
Цветущая метёлка

Листья 4–6 мм шириной, плоские или вдоль сложенные, жёсткие, длинные, серовато-зелёные, снизу гладкие, на верхней стороне по рёбрам, особенно краевым, oстрошероховатые. Листья сверху покрыты рядами шипиков, направленных к верхушке листа; эти ряды выглядят как острые рёбра. Лигула длиной до 8 мм.
Метёлки крупные, 10–25 см длиной, раскидистые, с почти горизонтально отклонёнными, сильно шероховатыми веточками, на которых довольно густо расположены колоски. Колоски 2(3)-цветковые, мелкие, 3–3,5 мм длиной. Колосковые чешуи жёлто-зелёные, зелёные и бледно-фиолетовые, с золотистыми блестящими краями, ланцетные, неравные. Нижние колосковые чешуи узколанцетные, верхние — широколанцетные. Цветковые чешуи светло-фиолетовые, равные между собой, тупые, с зубчатыми краями; нижние — с малозаметными боковыми жилками и тонкой остью, не превышающей колосок. Пыльники 1,2–1,5 мм длиной.

## Распространение и экология
Распространён по всему Северному полушарию. Суходольные и заболоченные луга, берега низинных болот, водоёмов, разрежённые леса, поляны, пустыри и обочины дорог в тундровой, лесной, лесостепной, степной зонах Европы, Азии и Северной Америки, экваториальной Африки, юго-востока Австралии, а также в горах Кавказа и Средней Азии. В качестве заносного встречается в Южной Америке и ЮАР.

## Биология
Цветёт с июня по август, плодоносит в сентябре.
Число хромосом: 2n = 26.
На корнях развивается микориза. Успешно произрастает на разных по обеспеченности питательными веществами почвах. Хорошо отзывается на азотные удобрения и внесение извести на кислых почвах. Размножается семенами. Всхожесть семян высокая — 80–100 %. Семенная продуктивность доходит до 1000 семян на 1 м². При интенсивном заилении размножается посредством удлинённых корневищ. С весны развивается медленно и зацветает поздно. Прикорневые листья зимуют в зелёном состоянии. Может развиваться в анаэробной среде так же хорошо, как при доступе кислорода в почву.
Жизненный цикл отдельного побега довольно сложен: в течение первых двух лет каждый побег существует как укороченный розеточный. В следующий год он формирует 1–2 удлинённых междоузлия, потом — снова формирует розетку листьев. Таким образом, к четвёртому году кочка становится двухъярусной. Только потом возможен переход к генеративной стадии.

## Значение и применение
После выкидывания метёлки сильно грубеет. Расценивается как растение среднего кормового достоинства. На пастбище в молодом состоянии хорошо поедается лошадьми, овцами и крупным рогатым скотом. Поедаемость на пастбище может варьироваться от условий произрастания и наличии других кормов. Хорошо отрастает после скашивания и стравливания.
Имеет кормовое значение для диких зверей и птиц. Ранней весной отлично поедается алтайскими мараломи (Cervus elaphus sibiricus), позднее удовлетворительно. На ранних стадиях вегетации поедается северным оленем (Rangifer tarandus). Отмечено поедание зайцем-беляком (Lepus timidus). Листья изредка поедаются глухарём (Tetrao urogallus) и тетеревом-косачом (Lyrurus tetrix).
До цветения и созревания плодов охотно поедается скотом; даёт грубое малопитательное сено. Считается сорняком пастбищ и сенокосов. Солома может использоваться для плетения шляп.

## Агротехника

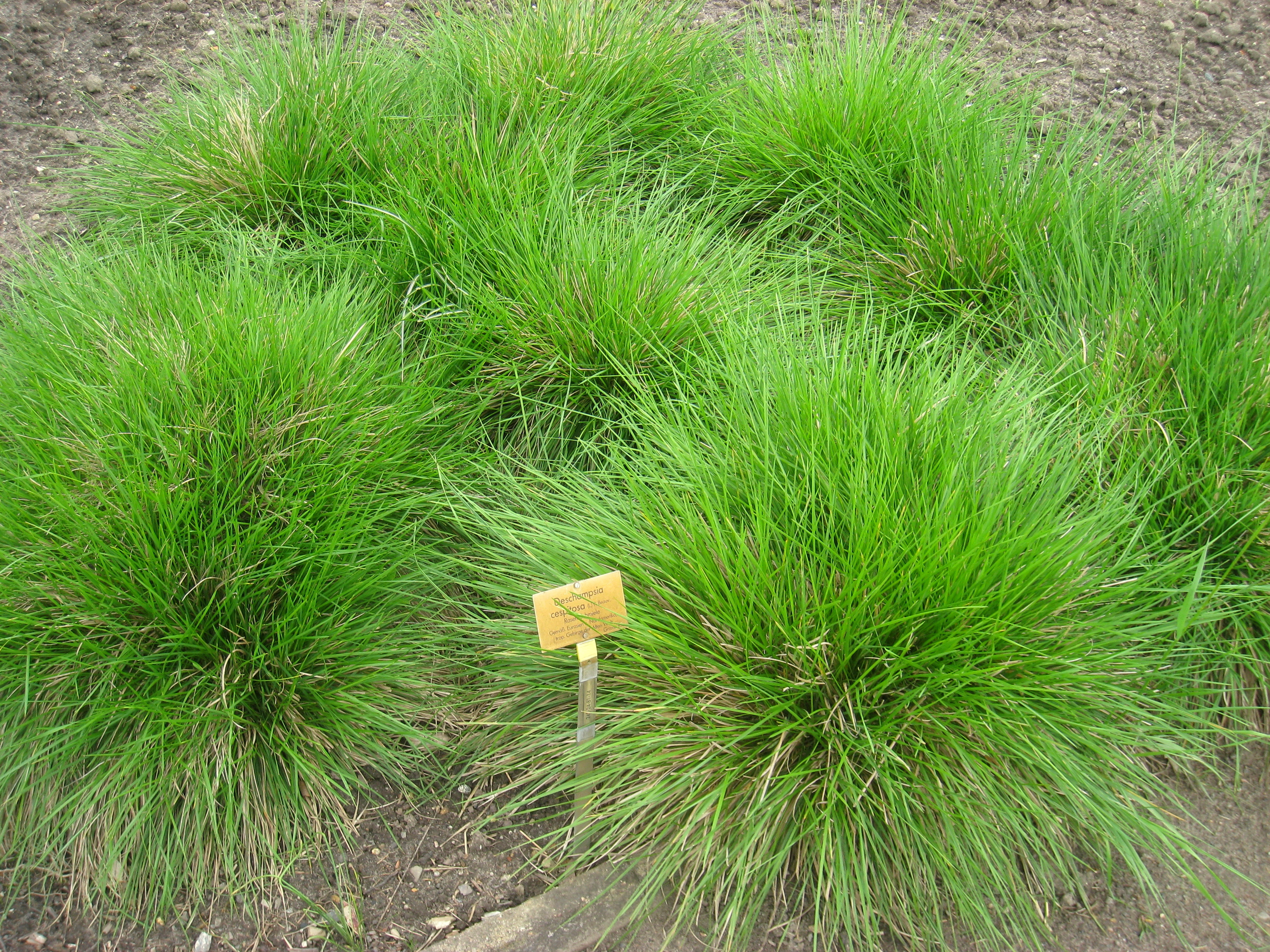
Дернины луговика дернистого в ботаническом саду

У семян практически нет периода покоя. Прорастание происходит осенью, или следующей весной. Большая часть проростков погибает, не успев развить нормальную корневую систему к периоду летнего дефицита влаги. Возможно, это основная причина некоторой приуроченности к влажным местообитаниям.
На четвёртый — пятый год вокруг кочки можно заметить кольцо с разрежённым травостоем. Подозревают токсическое воздействие щучки на окружающие растения. Первое цветение наблюдается на шестой — седьмой год. Генеративный период длится десятки лет. В разгар генеративной фазы можно наблюдать до 100–150 генеративных побегов на дерновину (до 10 % побегов). В старости можно наблюдать отмирание центральной части дерновин и перенос зоны кущения центробежно (ложными корневищами и удлинением существующих междоузлий). Потом — фрагментация дернины и зарастание кольца.
Вид индифферентен к механическому составу почвы. Предпочитает сильное увлажнение. Переносит без вреда значительное уплотнение почв.
В тенистых местах цветение слабое. Весной требуется обрезка старых побегов.

## Естественные разновидности
Полиморфный вид, представлен многочисленными подвидами. 
По данным The Plant List:
- Deschampsia cespitosa subsp. borealis (Trautv.) Tzvelev
- Deschampsia cespitosa subsp. bottnica (Wahlenb.) Tzvelev
- Deschampsia cespitosa subsp. cespitosa
- Deschampsia cespitosa subsp. macrothyrsa (Tatew. & Ohwi) Tzvelev
- Deschampsia cespitosa subsp. orientalis Hulten
- Deschampsia cespitosa subsp. paludosa (Schubl. & G.Martens) G.C.S.Clarke
- Deschampsia cespitosa subsp. parviflora (Thuill.) K.Richt.

## Сорта
- 'Bronzeschleier' (syn. Deschampsia cespitosa 'Bronze Veil') 
Высота растений 50—100 см[12]. Листья длиной 60—80 см, метёлки бронзового цвета, образуются в начале лета, на высоте 80—100 см, часто сохраняют декоративность до весны. Зоны морозостойкости от 3 до более тёплых[13].
- 'Goldschleier'. 
Высота растений 60—100 см. Метёлки золотисто-жёлтые. Зоны морозостойкости от 4 до более тёплых[14].
- 'Goldtau'
- 'Schottland'
- 'Tardiflora'
- 'Fairy’s Joke'
- 'Ladywood Gold'
- 'Northern Lights'
- 'Goldgehange'
- 'Waldschatt'